# Catharsius mossambicanus
Catharsius mossambicanus là một loài bọ cánh cứng trong họ Bọ hung (Scarabaeidae).